# Amadou Meïté
Amadou Meïté, född 28 november 1949, död 11 februari 2014, var en friidrottare från Elfenbenskusten. Han deltog vid olympiska sommarspelen 1972.